# Старицький Сергій Геннадійович
Сергій Геннадійович Старицький (8 червня 1963 — 21 лютого 2020) — український підприємець. Колишній керівник телеканалу Інтер. Засновник і колишній власник холдингу Atlantic Group.

## Життєпис
Народився 1963 року в Києві, жив на вулиці Алмазова (колишня Кутузова)[джерело?]. Закінчив КНУ ім. Шевченка за спеціальністю «Іноземні мови та літератури». Після університету працював у Національній телерадіокомпанії України.
1992 року був одним із засновників компанії Atlantic, яка з часом став холдингом Atlantic Group до 2020 року, до своєї загибелі, був її генеральним директором. Під час управління компанією робив перерву на два роки.
2005—2006 — керував телеканалом Інтер. Також керував ТРК «Тоніс», компанії «Перехід-Медіа», був президентом хокейного клубу «Сокіл».
Був засновником і директором компанії «Спорт медіа проєкт», що видавала журнали й газети, була закрита 2008 року. Був директором компанії C.I.U, що також припинила діяльність.
Під час виборів 2004 року зовнішньою рекламою тодішнього кандидата в президенти Віктора Януковича займалися компанії Старицького.

## Загибель
21 лютого 2020 року о 21:50 Старицького було застрелено в будинку його товариша, екс-міністра МЗС України Леоніда Кожари в селі Чайки на Київщині. Спочатку поліція розглядала версію самогубство, цієї ж версії притримувались Кожара з дружиною, Мариною Козерод. Згодом перекваліфікували справу у навмисне вбивство, в якому підозрюють Кожару. Після внесення 21 млн грн застави, Кожара 20 травня вийшов з СІЗО.